# 奧戈爾曼岩
奧戈爾曼岩（英語：O'Gorman Rocks），是南極洲的岩石，位於伊利沙伯女皇地，處於特里格韋爾島以南0.9公里，以氣象觀測員命名，現時由南極條約體系管理。